# Râul Boteanu
Râul Boteanu este unul din cele două brațe care formează Râușorul. 